# Leo Rojas (futbolista)
Pedro Leonardo Rojas León, más conocido como Leo Rojas (Lima, 9 de octubre de 1961), es un exfutbolista peruano. Se desempeñaba en la posición de defensa. Actualmente tiene 63 años.

## Trayectoria
Leo Rojas inició su carrera como futbolista jugando con el Sport Boys en 1979 desempeñándose como puntero derecho, posición en la cual se mantuvo al pasar a Universitario de Deportes en 1981, donde es retrasado a la defensa para convertirse en marcador de punta derecho, ubicación en la cual se mantuvo hasta el final de su carrera en 1993 con la camiseta de Sporting Cristal.
En total logró cinco títulos en su carrera, convirtiéndose en capitán y referente del cuadro crema y del equipo celeste en 1991, al cual se mantuvo ligado por varios años como jefe de equipo y asistente técnico.

## Selección peruana
Fue internacional con la selección de fútbol del Perú en treinta y tres ocasiones. Debutó el 26 de julio de 1984 en un encuentro amistoso ante la selección de Honduras que finalizó con marcador de 3-1 a favor de los hondureños. Su último encuentro con la selección lo disputó el 10 de mayo de 1989 en la derrota por 4-1 ante Brasil.

### Participaciones en Copa América
| Copa              | Sede      | Resultado    |
| ----------------- | --------- | ------------ |
| Copa América 1987 | Argentina | Primera fase |

## Jefe de equipo y asistente técnico
Tras su retiro Rojas trabajó en la Cervecería Backus por 14 meses, luego se convirtió en el jefe de equipo del Sporting Cristal desde 1995 y 1999, en 1998 también fue asistente técnico de Franco Navarro hasta 1999, también lo fue en otros clubes como Alianza Lima el año 2002, Cienciano y Juan Aurich.
Fue entrenador del Olimpia de La Unión y León de Huánuco en la Copa Perú. Con este último club, logró el título de la Copa Perú 2009 y su ascenso a la primera división.

## Clubes

### Como futbolista
| Club                      | País | Año       |
| ------------------------- | ---- | --------- |
| Sport Boys                | Perú | 1979-1980 |
| Universitario de Deportes | Perú | 1981-1990 |
| Sporting Cristal          | Perú | 1991-1993 |

### Como entrenador
| Club            | País | Año  |
| --------------- | ---- | ---- |
| León de Huánuco | Perú | 2009 |

## Palmarés

### Como futbolista

#### Campeonatos nacionales
| Título                    | Club                      | País | Año  |
| ------------------------- | ------------------------- | ---- | ---- |
| Primera división del Perú | Universitario de Deportes | Perú | 1982 |
| Primera división del Perú | Universitario de Deportes | Perú | 1985 |
| Primera división del Perú | Universitario de Deportes | Perú | 1987 |
| Primera división del Perú | Universitario de Deportes | Perú | 1990 |
| Primera división del Perú | Sporting Cristal          | Perú | 1991 |

### Como entrenador

#### Campeonatos nacionales
| Título    | Club            | País | Año  |
| --------- | --------------- | ---- | ---- |
| Copa Perú | León de Huánuco | Perú | 2009 |